# Discografia de Lynyrd Skynyrd
La discografia de Lynyrd Skynyrd, està formada per onze àlbums d'estudi, set discs de directes, vint-i-cinc compilacions i 5 discs de vídeos. Lynyrd Skynyrd fou un grup original de Jacksonville, Florida, Estats Units, i la banda més important del gènere musical
anomenat southern rock. El seu èxit es va produir durant la dècada dels 70 fins a la mort de tres membres del grup en un accident aeri l'any 1977, entre ells el líder del grup. Els membres supervivents van refer la banda l'any 1987 i el grup s'ha mantingut en actiu fins a l'actualitat, tot i que de la formació original només Gary Rossington segueix en actiu. L'any 2006, la banda fou admesa en el Rock and Roll Hall of Fame.

## Àlbums

### Àlbums d'estudi
| Any  | Nom                                 | Dades                                                                                            | Posicions en llista | Posicions en llista | Posicions en llista | Posicions en llista | Posicions en llista | Certificacions                 |
| Any  | Nom                                 | Dades                                                                                            | GER                 | CAN                 | USA                 | FRA                 | GBR                 | Certificacions                 |
| ---- | ----------------------------------- | ------------------------------------------------------------------------------------------------ | ------------------- | ------------------- | ------------------- | ------------------- | ------------------- | ------------------------------ |
| 1973 | (Pronounced 'Lĕh-'nérd 'Skin-'nérd) | - Publicació: 13 d'agost de 1973 - Discogràfica: MCA - Formats: CD, LP, casset                   | −                   | −                   | 27                  | −                   | −                   | - EUA: 2x Platí - RU: 1x Plata |
| 1974 | Second Helping                      | - Publicació: 15 d'abril de 1974 - Discogràfica: MCA - Formats: CD, LP, casset                   | −                   | 21                  | 12                  | −                   | −                   | - EUA: 2x Platí                |
| 1975 | Nuthin' Fancy                       | - Publicació: 24 de març de 1975 - Discogràfica: MCA - Formats: CD, LP, casset                   | −                   | −                   | 9                   | −                   | 43                  | - EUA: 1x Platí                |
| 1976 | Gimme Back My Bullets               | - Publicació: 2 de febrer de 1976 - Discogràfica: MCA - Formats: CD, LP, casset                  | 1                   | 2                   | 20                  | 1                   | 34                  | - EUA: 1x Or                   |
| 1977 | Street Survivors                    | - Publicació: 17 d'octubre de 1977 - Discogràfica: MCA - Formats: CD, LP, casset                 | −                   | 3                   | 5                   | −                   | 13                  | - EUA: 2x Platí                |
| 1991 | Lynyrd Skynyrd 1991                 | - Publicació: 11 de juny de 1991 - Discogràfica: Atlantic - Formats: CD, LP, casset              | −                   | 1                   | 64                  | −                   | −                   |                                |
| 1993 | The Last Rebel                      | - Publicació: 16 de febrer de 1993 - Discogràfica: Atlantic - Formats: CD, LP, casset            | 5                   | 4                   | 64                  | 2                   | −                   |                                |
| 1997 | Twenty                              | - Publicació: 29 d'abril de 1997 - Discogràfica: CMC International - Formats: CD                 | −                   | −                   | 97                  | −                   | −                   |                                |
| 1999 | Edge of Forever                     | - Publicació: 10 d'agost de 1999 - Discogràfica: SPV - Formats: CD                               | −                   | −                   | 96                  | −                   | −                   |                                |
| 2003 | Vicious Cycle                       | - Publicació: 20 de maig de 2003 - Discogràfica: Sanctuary - Formats: CD, LP                     | 44                  | −                   | 30                  | 150                 | −                   |                                |
| 2009 | God & Guns                          | - Publicació: 29 de setembre de 2009 - Discogràfica: Loud and Proud/Roadrunner - Formats: CD, LP | 37                  | −                   | 18                  | 64                  | 36                  |                                |
| 2012 | Last of a Dyin' Breed               | - Publicació: 21 d'agost de 2012 - Discogràfica: Loud and Proud/Roadrunner - Formats: CD, LP     | 14                  | −                   | 14                  | 55                  | 83                  |                                |
| Any  | Nom                                 | Dades                                                                                            | GER                 | CAN                 | USA                 | FRA                 | GBR                 | Certificacions                 |
| Any  | Nom                                 | Dades                                                                                            | Posicions en llista |                     |                     |                     |                     | Certificacions                 |

### Àlbums en directe
| Any  | Nom                                               | Dades                                                                  | Certificacions                 |
| ---- | ------------------------------------------------- | ---------------------------------------------------------------------- | ------------------------------ |
| 1976 | One More from the Road                            | - Publicació: 1976 - Discogràfica: MCA - Formats: LP                   | - EUA: 3x Platí - RU: 1x Plata |
| 1988 | Southern by the Grace of God                      | - Publicació: 21 de març de 1988 - Discogràfica: MCA - Formats: CD     |                                |
| 1996 | Southern Knights                                  | - Publicació: 1 de juliol de 1996 - Discogràfica: SPV - Formats: CD    |                                |
| 1996 | Freebird the Movie: Music from the Motion Picture | - Publicació: 8 d'agost de 1996 - Discogràfica: MCA - Formats: CD      |                                |
| 1998 | Lyve from Steel Town                              | - Publicació: 2 de juny de 1998 - Discogràfica: MCA - Formats: CD      | - EUA: 1x Or                   |
| 2001 | One More from the Road (Reedició deluxe)          | - Publicació: 2001 - Discogràfica: MCA - Formats: CD                   |                                |
| 2004 | Lynyrd Skynyrd Lyve: The Vicious Cycle Tour       | - Publicació: 2004 - Discogràfica: Sanctuary - Formats: CD             |                                |
| 2010 | Live from Freedom Hall                            | - Publicació: 2010 - Discogràfica: Roadrunner - Formats: CD            |                                |
| 2015 | One more for the Fans                             | - Publicació: 2015 - Discogràfica: Loud & Proud - Formats: CD, LP, DVD |                                |

### Compilacions
| Any  | Nom                                                                         | Dades                                                                                                  | Certificacions  |
| ---- | --------------------------------------------------------------------------- | --- | --------------- |
| 1978 | Skynyrd's First and... Last                                                 | - Publicació: 1978 - Discogràfica: MCA - Formats: CD                                                   | - EUA: 1x Platí |
| 1979 | Gold & Platinum                                                             | - Publicació: 1979 - Discogràfica: MCA - Formats: LP, CD                                               | - EUA: 3x Platí |
| 1982 | Best of the Rest                                                            | - Publicació: 1982 (LP), 25 d'octubre de 1990 (CD) - Discogràfica: MCA - Formats: LP (1982), CD (1990) |                 |
| 1987 | Legend                                                                      | - Publicació: 1987 - Discogràfica: MCA - Formats: CD                                                   | - EUA: 1x Or    |
| 1989 | Skynyrd's Innyrds                                                           | - Publicació: 1989 - Discogràfica: MCA - Formats: CD, LP, Casset                                       | - EUA: 5x Platí |
| 1991 | Lynyrd Skynyrd (Box Set)                                                    | - Publicació: 12 de novembre de 1991 - Discogràfica: MCA - Formats: CD                                 | - EUA: 1x Or    |
| 1993 | A Retrospective                                                             | - Publicació: 1993 - Discogràfica: MCA - Formats: CD                                                   |                 |
| 1994 | Endangered Species                                                          | - Publicació: 1994 - Discogràfica: Capricorn - Formats: CD                                             |                 |
| 1997 | Old Time Greats                                                             | - Publicació: 1997 - Discogràfica: Repertoire - Formats: CD                                            |                 |
| 1998 | Extended Versions: The Encore Collection                                    | - Publicació: 1998 - Discogràfica: - Formats: CD                                                       | - EUA: 1x Or    |
| 1998 | The Essential Lynyrd Skynyrd                                                | - Publicació: 25 d'agost de 1998 - Discogràfica: MCA - Formats: CD                                     | - EUA: 1x Platí |
| 1998 | Skynyrd's First: The Complete Muscle Shoals Album                           | - Publicació: 17 de novembre de 1998 - Discogràfica: MCA - Formats: CD                                 |                 |
| 1999 | 20th Century Masters: The Millennium Collection: The Best of Lynyrd Skynyrd | - Publicació: 9 de març de 1999 - Discogràfica: MCA - Formats: CD                                      | - EUA: 2x Platí |
| 1999 | Solo Flytes                                                                 | - Publicació: 1999 - Discogràfica: MCA - Formats: CD                                                   |                 |
| 2000 | All Time Greatest Hits                                                      | - Publicació: 14 de març de 2000 - Discogràfica: MCA - Formats: CD                                     | - EUA: 1x Platí |
| 2000 | Christmas Time Again                                                        | - Publicació: 12 de setembre de 2000 - Discogràfica: Sanctuary - Formats: CD                           |                 |
| 2000 | Collectybles                                                                | - Publicació: 21 de novembre de 2000 - Discogràfica: MCA - Formats: CD                                 |                 |
| 2000 | Then and Now                                                                | - Publicació: 2000 - Discogràfica: MCA - Formats: CD                                                   |                 |
| 2003 | Thyrty                                                                      | - Publicació: 2003 - Discogràfica: MCA - Formats: CD                                                   | - EUA: 1x Platí |
| 2005 | Greatest Hits (primer amb aquest nom)                                       | - Publicació: 2005 - Discogràfica: MCA - Formats: CD                                                   |                 |
| 2005 | Then and Now                                                                | - Publicació: 2005 - Discogràfica: MCA - Formats: CD                                                   |                 |
| 2007 | What's Your Name                                                            | - Publicació: 2007 - Discogràfica: MCA - Formats: CD                                                   | - EUA: 1x Platí |
| 2008 | Greatest Hits (segon amb aquest nom)                                        | - Publicació: 18 d'agost de 2008 - Discogràfica: MCA - Formats: CD                                     |                 |
| 2010 | Icon                                                                        | - Publicació: 31 d'agost de 2010 - Discogràfica: Geffen/UMe - Formats: CD                              |                 |
| 2017 | The Broadcast Archive «3 CD set» (Radio Broadcast 1975/1994)                | - Publicació: 2 de juny de 2017 - Discogràfica: The Broadcast Archive - Formats: CD (triple)           |                 |

## Senzills
| Any  | Cançó                                                         | Posicions en llista | Posicions en llista | Posicions en llista | Àlbum                               |
| Any  | Cançó                                                         | CAN                 | EUA                 | RU                  | Àlbum                               |
| ---- | ------------------------------------------------------------- | ------------------- | ------------------- | ------------------- | ----------------------------------- |
| 1968 | "Michelle" / "Need All My Friends"                            | −                   | −                   | −                   | −                                   |
| 1971 | "I've Been Your Fool" / "Gotta Go"                            | −                   | −                   | −                   | −                                   |
| 1973 | "Gimme Three Steps" / "Mr. Banker" (demo)                     | −                   | −                   | −                   | (Pronounced 'Lĕh-'nérd 'Skin-'nérd) |
| 1974 | "Don't Ask Me No Questions" (remix) / "Take Your Time" (demo) | −                   | −                   | −                   | Second Helping                      |
| 1974 | "Sweet Home Alabama" / "Take Your Time" (demo)                | 8                   | 6                   | −                   | Second Helping                      |
| 1974 | "Free Bird" / "Down South Jukin'" (demo)                      | 19                  | 47                  | 31                  | (Pronounced 'Lĕh-'nérd 'Skin-'nérd) |
| 1975 | "Saturday Night Special" / "Made In The Shade"                | 27                  | 63                  | −                   | Nuthin' Fancy                       |
| 1976 | "Double Trouble" / "Roll Gypsy Roll"                          | 80                  | −                   | −                   | Second Helping                      |
| 1976 | "Gimme Back My Bullets" / "All I Can Do Is Write About It"    | −                   | −                   | −                   | Second Helping                      |
| 1976 | "Gimme Three Steps" (directe) / "Travelin' Man" (directe)     | 80                  | −                   | −                   | One More from the Road              |
| 1976 | "Free Bird" (directe) / "Searchin'" (directe)                 | 38                  | −                   | −                   | One More from the Road              |
| 1977 | "What's Your Name?" / "I Know A Little"                       | 13                  | 6                   | −                   | Street Survivors                    |
| 1978 | "You Got That Right" / "Ain't No Good Life"                   | 69                  | 63                  | −                   | Street Survivors                    |
| 1978 | "Down South Jukin'" / "Wino"                                  | −                   | −                   | −                   | Skynyrd's First And... Last         |
| 1982 | "Free Bird"                                                   | −                   | −                   | 21                  | −                                   |
| 1987 | "Truck Drivin' Man"                                           | 12                  | −                   | −                   | −                                   |
| 1988 | "Swamp Music"                                                 | 16                  | −                   | −                   | −                                   |
| 1991 | "Smokestack Lightning"                                        | 2                   | 77                  | −                   | Lynyrd Skynyrd 1991                 |
| 1991 | "Keeping The Faith"                                           | 10                  | −                   | −                   | Lynyrd Skynyrd 1991                 |
| 1993 | "Good Lovin's Hard To Find"                                   | 6                   | −                   | −                   | The Last Rebel                      |
| 1993 | "Born To Run"                                                 | 37                  | −                   | −                   | The Last Rebel                      |
| 1997 | "Travelin' Man"                                               | 22                  | −                   | −                   | Twenty                              |
| 1997 | "Bring It On"                                                 | 33                  | −                   | −                   | Twenty                              |
| 1999 | "Preacher Man"                                                | 26                  | −                   | −                   | Edge of Forever                     |
| 2003 | "Red White & Blue (Love It or Leave)"                         | 27                  | −                   | −                   | Vicious Cycle                       |
| 2009 | "Still Unbroken"                                              | 40                  | −                   | −                   | God & Guns                          |
| 2009 | "Simple Life"                                                 | −                   | −                   | −                   | God & Guns                          |
| 2010 | "Skynyrd Nation"                                              | −                   | −                   | −                   | God & Guns                          |
| 2010 | "That Ain't My America"                                       | −                   | −                   | −                   | God & Guns                          |

## Videografia
| Any  | Nom                                         | Dades                                                                     | Certificacions |
| ---- | ------------------------------------------- | ------------------------------------------------------------------------- | -------------- |
| 1988 | Lynyrd Skynyrd Tribute Tour                 | - Publicació: Abril de 1988 - Discogràfica: MCA - Formats: VHS            | - EUA: 1x Or   |
| 1996 | Freebird... The Movie                       | - Publicació: 13 d'agost de 1996 - Discogràfica: MCA - Formats: VHS       |                |
| 1998 | Lyve from Steel Town                        | - Publicació: 2 de juny de 1998 - Discogràfica: CMC - Formats: VHS        | - EUA: 1x Or   |
| 2004 | Lynyrd Skynyrd Lyve: The Vicious Cycle Tour | - Publicació: 22 de juny de 2004 - Discogràfica: Sanctuary - Formats: DVD | - EUA: 1x Or   |
| 2007 | Lynyrd Skynyrd: Live from Austin, TX        | - Publicació: 5 de juny de 2007 - Discogràfica: Sanctuary - Formats: DVD  | - EUA: 1x Or   |